# Monumento a la Constitución de 1812
Monumento a la Constitución de 1812 är ett monument i Spanien. Det ligger i Cádiz i Andalusien, 500 km sydväst om huvudstaden Madrid. Monumento a la Constitución de 1812 ligger 13 meter över havet.
Monumentet uppfördes 1912–1929 för hågkomst av Spaniens konstitution från 1812.